# Baeyer-Spannung
Als Baeyer-Spannung, auch Baeyer-Ringspannung oder Baeyersche Ringspannung und Ähnliches, bezeichnet man die Ringspannung in alicyclischen Verbindungen. Die Spannungsenergie im Sechsring ist dabei definitionsgemäß gleich 0.
Die Energie lässt sich aus der Abweichung vom idealen Tetraederwinkel im Cyclohexan ableiten. Nach dem Baeyer-Modell würde folgende Stabilitätsreihe gelten: 3, 4, 5, 6. Allerdings versagt das Baeyer-Modell beim Cyclopropan auf Grund der besonderen Bindungseigenschaften, welche eine Erhöhung der Stabilität hervorrufen. Die tatsächliche Stabilitätsreihe ist demnach: 4, 3, 5, 6.

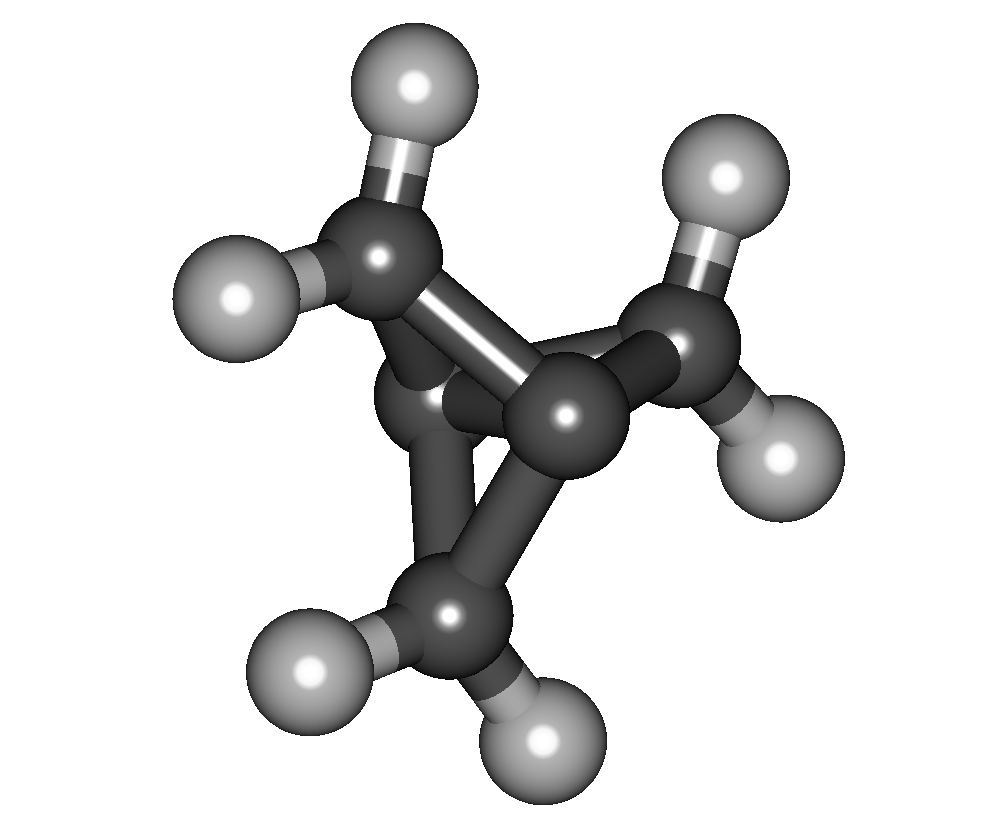
[[1.1.1-Propellan|[1.1.1]Propellan]] ist eines der am stärksten gespannten bekannten Moleküle

Die Baeyer-Spannung ist nach dem Nobelpreisträger Adolf von Baeyer benannt.